# Melia Sakakini
Melia Sakakini (1890-1966) fue una nacionalista palestina. Fue directora de escuela y una de las fundadoras de la Asociación de Mujeres Árabes de Palestina.

## Vida
Sakakini nació en 1890. Su hermano mayor era el poeta y nacionalista árabe Khalil al-Sakakini. Asistió a una escuela en Jerusalén antes de formarse como maestra en la universidad de Beit Jala, que por aquella época era gestionada por los rusos.
Entre 1917 y 1918, su hermano fue arrestado por ser amigo de un hombre que era sospechoso de ser un espía estadounidense. Melia visitó a su hermano durante su detención.
Melia Sakakini era una cristiana palestina. Tanto ella como Zleikha Shahabi, que era musulmana, fueron las fundadoras del primer Club de la Unión de Mujeres Árabes en 1921.
Al comienzo del Mandato británico de Palestina, Sakakini lideró a un grupo de mujeres que marcharon contra la casa del gobernador británico para protestar contra la Declaración Balfour. Declaró que, después de haber sido gobernados durante siglos por los otomanos, encontraban insoportable el colonialismo británico. Gracias a sus creencias cristianas, Sakakini sufría menos restricciones que los musulmanes. Solía visitar a los hijos de su hermano, Duma y Hala, quienes la esperaban con ganas para escuchar las noticias que traía de sus viajes.
Se convirtió en maestra, uno de los trabajos más codiciados para una mujer en la sociedad palestina de la época, aunque las clases por entonces podían llegar a tener hasta ochenta alumnos. También dirigió una escuela como directora.

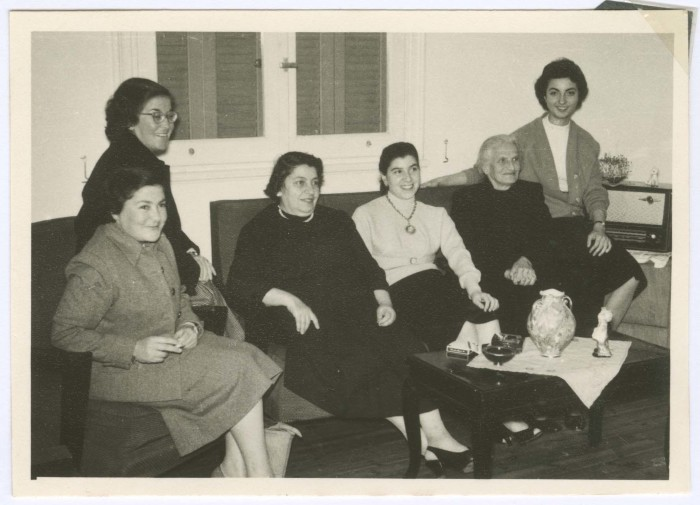
Hala y Duma Sakakini a la izquierda y Melia, la penúltima por la derecha, en una fotografía familiar.

En 1929, Melia Sakakini fue una de las fundadoras de la Asociación de Mujeres Árabes de Palestina. En ese momento tenía 39 años y era, entre las fundadoras, una de las de mayor edad y una de las pocas que no estaban casadas. Aunque en un principio eran las mujeres casadas las que dirigían la organización, con el tiempo las solteras adquirieron mayor protagonismo. La organización tenía fuertes vínculos con el Alto Comité Árabe (ACA), ya que varios de sus fundadoras estaban casadas con miembros del ACA y el hermano de Melia Sakakini era también miembro de esta organización. Melia fue parte de una serie de mujeres solteras mayores, como Zahiya Nashashibi, que comenzaron a adoptar papeles activos en organizaciones de mujeres. Aunque esto podía dañar su reputación, su antigüedad en la causa y el apoyo de sus familias las protegieron. En parte, fueron elegidas porque tenían el tiempo y la energía suficientes para poder dedicarse a la causa.
Melia Sakakini murió en 1966.